# Trichognathella schoenlandi
Genre
Synonymes
- Trichognatha Gallon, 2002

Espèce
Synonymes
- Pterinochlus schoenlandi Pocock, 1900

Trichognathella schoenlandi, unique représentant du genre Trichognathella, est une espèce d'araignées mygalomorphes de la famille des Theraphosidae.

## Distribution
Cette espèce se rencontre en Afrique du Sud et en Tanzanie.

## Description
Le mâle holotype mesure 18 mm.

## Étymologie
Cette espèce est nommée en l'honneur de Selmar Schönland (1860-1940).

## Publications originales
- Pocock, 1900 :  Some new Arachnida from Cape Colony. Annals and Magazine of Natural History, sér. 7, vol. 6, p. 316-333 (texte intégral).
- Gallon, 2004 : Trichognathella, replacement name for the genus Trichognatha Gallon, 2002 (Araneae, Theraphosidae, Harpactirinae). Bulletin of the British Arachnological Society, vol. 13, n. 2, p. 62 (texte intégral).
- Gallon, 2002 : Revision of the African genera Pterinochilus and Eucratoscelus (Araneae, Theraphosidae, Harpactirinae) with description of two new genera. Bulletin of the British Arachnological Society, vol. 12, n. 5, p. 201-232 (texte intégral).